# Prigione di Sainte-Pélagie

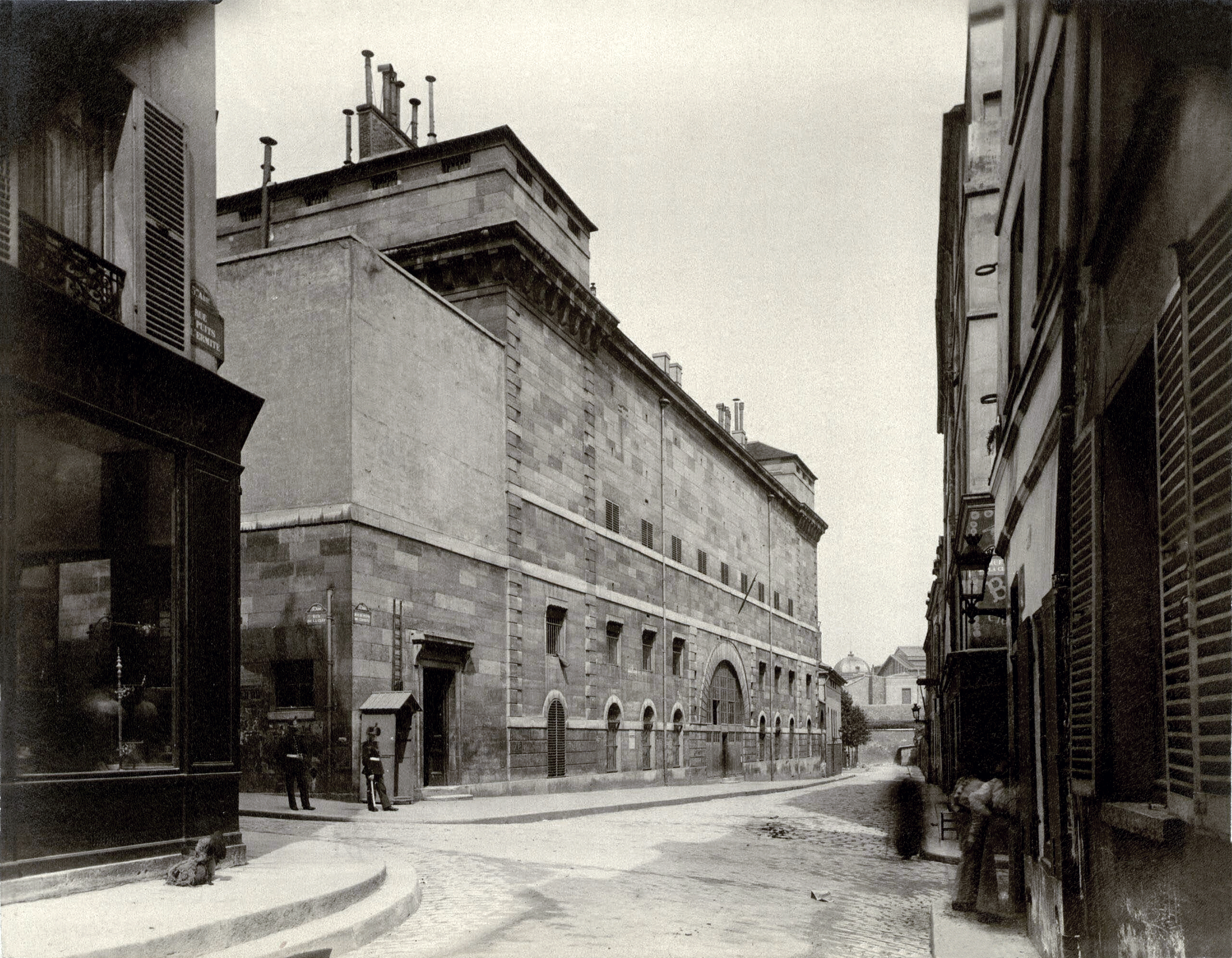
La prigione parigina di Sainte-Pélagie

Sainte-Pélagie era una prigione parigina, attiva nel periodo compreso tra il 1790 e il 1899, anno della sua demolizione. Era situata nel V arrondissement nell'attuale isolato compreso tra rue de la Clef e rue du Puits-de-l'Ermite.
Sorse nel 1662 per opera della Fondazione delle filles repenties. Le ex-prostitute vi venivano rinchiuse con l'obbligo di seguire una disciplina particolarmente dura. Dal 1790 fu utilizzata come carcere per detenuti in attesa di giudizio: tra questi, Madame Roland, Madame du Barry e Grace Elliott furono tra le poche donne detenute. Nel 1811 divenne una prigione dipartimentale per condannati per debiti o per condotta immorale e tra questi ultimi vi fu il marchese de Sade.
Dal 1831 ospitò i detenuti politici. I primi furono i repubblicani della Société des amis du peuple, ostili al nuovo regime di Luigi Filippo, che il 1º aprile 1832 vi organizzarono una rivolta repressa dalle autorità carcerarie.
Il 16 aprile 1834 vi furono rinchiusi 164 esponenti della Société des droits de l'homme, l'organizzazione repubblicana protagonista della sommossa del giorno prima, conclusa con il massacro di rue Transnonain. Tra di essi era Godefroi Cavaignac che il 12 luglio 1835, con l'aiuto esterno di Armand Barbès, riuscì a fuggire da Sainte-Pélagie insieme con altri 26 congiurati.